# Dura al-Qar'
Dura al-Qar' (àrab: دورا القرع, Dūrā al-Qarʿ) és una vila palestina en la governació de Ramal·lah i al-Bireh al centre de Cisjordània, situada 4 kilòmetres al nord de Ramal·lah. Segons l'Oficina Central d'Estadístiques de Palestina (PCBS), tenia 3.707 habitants en 2016.
La seva àrea és de 4.016 dúnams, dels quals 2.891 dúnams foren expropiats per Israel amb el propòsit de construir-hi una carretera. Segons el consell de vila de Dura al-Qar' 142 famílies han estat afectades directament per les confiscacions i el 58% de la població de la vila depenia dels recursos de la terra. Limita amb les viles de Jifna al nord, Ein Yabrud a l'est, Beitin i Beit El al sud, i Yabrud al nord-est.

## Història
S'hi ha trobat ceràmica d'èpoques romana i romana d'Orient.

### Època otomana
En 1863 Victor Guérin va considerar que la vila tenia 250 habitants. Va descriure a més roures vells ombrejats per antigues fonts, que s'utilitzaven per regar els camps. Diverses cases al poble van ser construïdes, almenys en part, amb pedres antigues. Una llista de pobles otomans de l'any 1870 va trobar que el poble tenia 120, en 22 cases, encara que el recompte de població només incloïa els homes.
En 1882 el Survey of Western Palestine del Fons per a l'Exploració de Palestina va descriure Durah com «un petit poble al costat d'una vall, amb fonts al sud i oliveres.» En 1907 fou descrita com «un poble musulmà petit i saludable. Els seus habitants tenen una bona reputació per a les relacions pacífiques amb els cristians de Jifna. Els habitants de Durah planten moltes verdures.»
En 1896 la població de Dura el-kara era estimada en unes 246 persones.

### Època del Mandat Britànic
En el cens de Palestina de 1922, organitzat per les autoritats del Mandat Britànic, la població de Dura el Qare' era de 191 musulmans, incrementats en el cens de 1931 a 303 musulmans, en un total de 71 cases.
En 1945 la població era de 370 musulmans, mentre que l'àrea total de terra era de 4.166 dúnams, segons una enquesta oficial de terra i població. D'aquests, 1.762 eren per plantacions i terra de rec, 1,253 per cereals, mentre 18 dúnams eren classificats com a sòl edificat.

### Després de 1948
En la vespra de guerra araboisraeliana de 1948, i després dels acords d'armistici araboisraelians de 1949, Dura al-Qar' fou ocupada pel regne haixemita de Jordània. Després de la Guerra dels Sis Dies de 1967 va romandre sota l'ocupació israeliana.
El 14 d'agost de 1995 Kheir Abdel Hafid Qassem, un palestí de 24 anys, va ser assassinat per un colon israelià de Beit El, i moltes persones van ser detingudes, mentre ell i un altres 100 habitants de Dura al-Qar estaven intentant expulsar els colons traient els refugis de lones i les bigues de ciment per als edificis fora de la vila.